# Jugendamtsskandal in Gelsenkirchen
Der Jugendamtsskandal in Gelsenkirchen wurde durch die Ausstrahlung eines Beitrags im Fernsehmagazin Monitor am 30. April 2015 bekannt. Es ging um Interessenkonflikte durch personelle und geschäftliche Verflechtungen zwischen der Leitung des Jugendamts der Stadt Gelsenkirchen, der Heimleitung einer örtlichen Jugendhilfeeinrichtung, dem Ortsverband des Kinderschutzbundes in Gelsenkirchen und weiteren Institutionen, insbesondere einer ungarischen Firma, die deutschen Jugendhilfeträgern Betreuungsplätze für Jugendliche in Ungarn anbot und von den Leitern des Jugendamtes Gelsenkirchen selbst aufgebaut worden war.

## Vorwürfe
Der langjährige Leiter des Jugendamts Gelsenkirchen, Alfons W., und sein Stellvertreter Thomas F. wurden von Monitor beschuldigt, das katholische St.-Josef-Heim in Gelsenkirchen mit Kindern und Jugendlichen bewusst überbelegt und veranlasst zu haben, dass mehrere von anderen Jugendämtern in dem Heim untergebrachte Jugendliche ins Ausland in eine Einrichtung in Pécs (Ungarn) geschickt wurden, die dem Unternehmen Neustart Reszocializációs Kft gehörte. Gesellschafter von Neustart waren die beiden Beamten selbst. Während das Gelsenkirchener Kinderheim durch die überdurchschnittliche Belegung begünstigt wurde, erhielt Neustart pro untergebrachtem Kind monatlich 5500 Euro vom deutschen Staat. Die nach Ungarn verschickten Jugendlichen wurden anscheinend nicht angemessen betreut, die Unterbringungssituation und das pädagogische Konzept sollen mangelhaft und das Personal nicht hinreichend pädagogisch ausgebildet gewesen sein; auch sei die Schulbildung nicht sichergestellt worden. Betroffene Jugendliche, die der Sender interviewt hatte, berichteten von negativen Erfahrungen in der ungarischen Einrichtung und beklagten die dort verlorene Zeit.
Im Zeitraum von 2005 bis 2008 sollen bei Neustart Kft in Pécs acht Kinder aus Gladbeck und eines aus Herne untergebracht gewesen sein, aber kein Kind aus Gelsenkirchen. Alle von Monitor aufgedeckten Fälle, in welche die Gelsenkirchener Akteure verwickelt waren, lagen bereits mehrere Jahre zurück.
2004 hatte die Stadt Gelsenkirchen dem Amtsleiter die Nebentätigkeit als Geschäftsführer und Betreiber des Heims in Ungarn gestattet, seinem Stellvertreter wiederum soll er die Genehmigung nach den Monitor-Berichten selbst erteilt haben. Nach interner Kritik versicherte W. gegenüber seinem Vorgesetzten, seine Geschäftsführertätigkeit bei Neustart zum 1. April 2005 einzustellen und die Gesellschaftsanteile abzugeben. Trotzdem gab er auch danach noch betriebliche Weisungen, wie wenige Tage nach Aufdeckung des Skandals bekannt wurde. Amtsleiter W. übertrug seinen Gesellschafteranteil seiner Frau, sein Stellvertreter F. einem Bruder. Die beschränkt haftende ungarische Gesellschaft Neustart Reszocializációs Kft war mit einem Stammkapital von drei Millionen Forint (zum Gründungszeitpunkt im Januar 2005 etwa 12.200 Euro) in Pécs registriert. 2009 wurde die Einrichtung offenbar wegen finanzieller Probleme von der Betreiberfirma abgestoßen.
Daneben hatte Thomas F. auch dafür gesorgt, dass die Buchhaltung der Firma Neustart vom Gelsenkirchener Ortsverband des Deutschen Kinderschutzbundes geführt wurde, dessen stellvertretender Vorsitzender er war. Der Ortsverband erhielt dafür 5 Euro pro Tag und Jugendlichem. Der Vertrag wurde von einer weiteren Angehörigen des Vorstands unterzeichnet, die gleichzeitig Mitarbeiterin des Jugendamts war.
Die Leiterin des St.-Josef-Heims in Gelsenkirchen, Anja G., soll in mindestens fünf Fällen in Gladbeck im Rahmen von Hilfeplan-Gesprächen, in denen das zuständige Amt zusammen mit Eltern, Erziehern und den betroffenen Jugendlichen über Lösungen für schwierige Lebenssituationen berät, zur intensivpädagogischen Maßnahme in Ungarn geraten haben. Recherchen hatten auch ergeben, dass in einer Informationsbroschüre von Neustart das St.-Josef-Heim als Kooperationspartner und die Heimleiterin als Ansprechpartnerin genannt worden waren.
Im Zuge weiterer Recherchen von Medien und Stadt stellte sich heraus, dass Jugendamtsleiter W. zusammen mit seinem ehemaligen Stellvertreter Hans-Jürgen M., der bis 2004 in dem Amt tätig gewesen war, seit 1996/97 auch an dem Reiterhof Tekeres in der ungarischen Ortschaft Orfű in der Nähe von Pécs beteiligt gewesen war. Auf diesem Reiterhof führte das Jugendamt seit 1997 – teilweise in Kooperation mit dem Kinderschutzbund – jährlich bis zu vier Ferienfreizeiten durch, die zusammen jährlich mit rund 85.000 Euro aus städtischen Mitteln mitfinanziert wurden. Zu den Eigentümern der Anlage gehörten laut Prüfbericht der Wirtschaftsprüfungsgesellschaft neben dem ehemaligen stellvertretenden Jugendamtsleiter aus Gelsenkirchen auch der ehemalige Bürgermeister von Pécs.
In den Sendungen des WDR wurde auch auf vergleichbare Fälle aus anderen Städten hingewiesen. Dabei wurde ein Fall aus Dorsten öffentlich gemacht: Der elfjährige „Paul“ war in Ungarn in einer Einrichtung der Bochumer Firma Life Jugendhilfe GmbH untergebracht und lebte dort unter pädagogisch fragwürdigen Betreuungsverhältnissen. Der Junge wurde daraufhin nach Deutschland zurückgeholt.

## Reaktionen
Die Stadt Gelsenkirchen reagierte mit einer Stellungnahme, man wolle eine objektive Aufklärung ermöglichen. Auch Alfons W. nahm Stellung: „Im Jahr 2004 entwickelten Herr F. und ich die Idee ein intensivpädagogisches Konzept zu entwickeln, mit hoher pädagogischer Dichte. Dieses sollte im Ausland sein, um jungen Menschen in einem neuen Setting einen Neustart zu ermöglichen. (…) Es ging uns bei Neustart darum, eine hochqualifizierte, hauptamtlich geführte intensivpädagogische Maßnahme anzubieten. Dass das nun als Kassemachen interpretiert wird, schockt mich. Ich habe damit kein Geld gemacht, sondern werde eher in die Verlustzone rutschen, weil die Immobilie nur zu einem deutlich reduziertem Kaufpreis veräußert werden kann bzw. scheint sie fast unverkäuflich zu sein.“
Alfons W. und Thomas F. wurden von Oberbürgermeister Frank Baranowski (SPD) am 1. Mai 2015 freigestellt. Mit dem Amtsleiter wurde später ein Auflösungsvertrag geschlossen, sein Stellvertreter erhielt eine fristlose Kündigung. Die St. Augustinus Heime GmbH, Träger des St.-Josef-Heims in Gelsenkirchen, stellte die Leiterin Anja G. einige Tage nach Aufdeckung des Skandals frei und kündigte ihr Arbeitsverhältnis nach Erhärtung der sie betreffenden Vorwürfe ebenfalls fristlos.
Aufgrund der Ereignisse rief der Oberbürgermeister für den 4. Mai 2015 eine Sondersitzung des Rates ein. Bereits im Vorfeld der Sitzung war die Einsetzung eines kommunalen Untersuchungsausschusses gefordert worden. Am 21. Mai 2015 bildete der Rat einen „Ausschuss zur Untersuchung von Fehlverhalten im Kontext der Gelsenkirchener Jugendhilfe“. Es habe massives Fehlverhalten gegeben. Ein formeller Untersuchungsausschuss mit den entsprechenden gerichtsähnlichen Kompetenzen konnte indes nicht gebildet werden, da dieses parlamentarische Instrument auf kommunaler Ebene in Nordrhein-Westfalen nicht existiert. Die Stadt Gelsenkirchen beauftragte im Mai 2015 eine unabhängige Wirtschaftsprüfungsgesellschaft mit der Aufarbeitung des Falls. Auch die St. Augustinus Heime GmbH ließ von einem Wirtschaftsprüfungsinstitut eine forensische Sonderuntersuchung über das Verhalten der Heimmitarbeiter anfertigen und stellte das Gutachten der Stadt Gelsenkirchen zur Verfügung. Die Staatsanwaltschaft Essen prüfte nach der Monitor-Veröffentlichung, ob ein Anfangsverdacht für Straftaten vorliege, und nahm kurze Zeit später in mehreren Fällen Ermittlungen auf, unter anderem gegen die beiden beschuldigten Gelsenkirchener Jugendamtsleiter Alfons W. und Thomas F. Auch in dem von den Gelsenkirchener Vorgängen unabhängigen Fall „Paul“ wurden Ermittlungen gegen die Verantwortlichen der Stadt Dorsten und die Inhaber der Firma Life Jugendhilfe eingeleitet, bei denen es sich um einen Bochumer SPD-Ratsherrn und seine Ehefrau handelte.
Die nordrheinwestfälische Familienministerin Ute Schäfer forderte, Kinder- und Jugendheime im Ausland stärker zu kontrollieren. Einen entsprechenden Antrag stellte sie für das Treffen der Familienminister von Bund und Ländern in der zweiten Maihälfte 2015 zur Debatte. Dazu seien Gesetzesänderungen nötig.
Das Fernsehmagazin Westpol befragte im Mai 2015 sämtliche 187 Jugendämter Nordrhein-Westfalens und erhielt von 70 % der befragten Ämter eine Antwort. Demzufolge seien 247 Kinder in 22 Ländern weltweit untergebracht. Das Landesjugendamt führe keine gesonderte Statistik darüber.

## Fortgang
Der ehemalige stellvertretende Jugendamtsleiter Thomas F. wehrte sich vor dem Arbeitsgericht Gelsenkirchen gegen seine fristlose Kündigung; die Stadt habe von den Vorgängen mehr Kenntnis gehabt als sie heute behauptet, erklärte er. Auch die Heimleiterin Anja G. klagte vor dem Arbeitsgericht Gelsenkirchen gegen ihre Kündigung und verlangte eine Abfindung.
In den Verhandlungen des Untersuchungsausschusses bestätigte sich im Sommer 2015 das vermutete Korruptionsgeflecht: Der Bericht der Wirtschaftsprüfer legte das Dreiecks-Verhältnis zwischen den ehemaligen Jugendamtsleitern, dem Kinderheim St. Josef und dem Kinderschutzbund offen. Die Wirtschaftsprüfer waren sich allerdings auch sicher, dass der Stadt Gelsenkirchen durch den Jugendamtsskandal und die Ferienfreizeiten in Ungarn kein finanzieller Schaden entstanden sei. Währenddessen wurden die staatsanwaltlichen Ermittlungen gegen die Beschuldigten fortgeführt.
Zur nachhaltigen Verschlechterung des Verhältnisses zwischen der Stadt Gelsenkirchen und dem kirchlichen Träger der von dem Skandal betroffenen Einrichtung, die ursprünglich bei der Aufklärung des Falles eng kooperieren wollten, kam es im Oktober 2015 nach Veröffentlichung von Zeugenaussagen und internen Untersuchungsergebnissen der Heimträgergesellschaft. Die SPD-Fraktion des Rates forderte den Geschäftsführer der St. Augustinus Heime GmbH, Peter W., nach seiner Befragung im Untersuchungsausschuss zum Rücktritt auf, weil er eingestandenermaßen lange Zeit von der Überbelegung der Einrichtung gewusst und die Heimleiterin bei ihren Maßnahmen zur Vertuschung der Missstände unterstützt habe. Der Geschäftsführer erklärte dagegen, die Tragweite nicht durchschaut und von der Rechtswidrigkeit des „Geschäftsmodells“, das dem Heim von den Jugendamtsleitern aktiv aufgedrängt worden sei, nichts geahnt zu haben. Der Verwaltungsrat der St. Augustinus-Gesellschaft bezeichnete die Forderung der SPD als anmaßend. Seit diesem Zerwürfnis beteiligte sich die Trägergesellschaft nicht mehr an der Aufklärungsarbeit des städtischen Ausschusses, sondern stellte dessen Rechtmäßigkeit in Frage.
Die arbeitsgerichtliche Auseinandersetzung des Trägers mit der ehemaligen Heimleiterin, der neben der Mitwirkung an den Geschäften des Jugendamtsleiters von ihrem ehemaligen Arbeitgeber noch andere Unregelmäßigkeiten vorgeworfen wurden, endete in einem Vergleich, bei dem offenbar beide Seiten Zugeständnisse machen mussten. Sie verlor dabei nach 19-jähriger Tätigkeit ihre Stellung.
Im Zuge der weiteren Aufarbeitung des Skandals erhob die Gelsenkirchener Ratsfraktion der Partei Bündnis 90/Die Grünen nach Aktendurchsicht Ende 2015 den Vorwurf, die Stadtverwaltung habe nach Aktenlage spätestens 2005 von der notorischen Überbelegung des Kinderheims wissen müssen und den Skandal aufdecken können. Stattdessen habe man wissend die Gefährdung des Kindeswohls in dem überfüllten Heim in Kauf genommen. Außerdem verlangten die Grünen die Veröffentlichung aller relevanten Unterlagen über den Skandal. Die Stadt wies sowohl die Vorwürfe als auch die Forderung nach mehr Öffentlichkeit zurück. Die Jugendamtsleiter seien damals mit krimineller Energie vorgegangen und hätten Hinweise aktiv vertuscht, sodass man der Stadt keinen Vorwurf machen könne. Eine Veröffentlichung sei aus Datenschutzgründen nicht möglich, da Schicksale der betroffenen Kinder dadurch an die Öffentlichkeit gelangen würden.
In Gladbeck legte das Rechnungsprüfungsamt der Stadt zwei Monate nach Aufdeckung des Skandals einen nichtöffentlichen Prüfbericht über die Unterbringung der acht betroffenen Gladbecker Kinder in Ungarn vor und kam zu dem Ergebnis, alle geltenden Vorgaben seien eingehalten worden. An der Aufklärung im Gelsenkirchener Untersuchungsausschuss beteiligte sich das Jugendamt Gladbeck trotz Einladung nicht. Das Jugendamt Herne entsandte dagegen eine Mitarbeiterin, die vor den Mitgliedern des Gelsenkirchener Ratsausschusses nach Aktenlage über den Fall des Jugendlichen aus Herne berichtete.
Auch Oliver Wittke (CDU), der zur Zeit der Anbahnung der Kontakte in Ungarn durch die Jugendamtsleiter und Heimverantwortlichen Oberbürgermeister von Gelsenkirchen (1999–2004) gewesen war, wurde im Untersuchungsausschuss befragt, konnte aber keine neuen Erkenntnisse liefern.
Die unter anderem vom Heimträger erhobenen Einwände gegen die Rechtmäßigkeit, Besetzung und Verfahrensordnung des von der Stadt eingesetzten Untersuchungsausschusses wurden von der Bezirksregierung Münster geprüft und im März 2016 zurückgewiesen. Damit bestätigte die Aufsichtsbehörde, dass der Ratsausschuss die ihm übertragenen Aufgaben rechtmäßig im Rahmen der Gemeindeordnung für das Land Nordrhein-Westfalen wahrnimmt.

## Abschlussbericht der Stadt Gelsenkirchen
Im Juli 2016 veröffentlichte die Gelsenkirchener Verwaltung den Abschlussbericht des im Rat der Stadt eingesetzten Ausschusses zur Untersuchung der Affäre. Darin wird das bekannte Ausmaß des Skandals im Wesentlichen bestätigt und der Hergang folgendermaßen festgehalten (S. 11): Das Kinderheim St. Josef sei mit Wissen der Trägergesellschaft über Jahre hinweg überbelegt worden. Für die Mitarbeiter der Stadt sei die Überbelegung allerdings nicht erkennbar gewesen, da das Heim von verschiedenen Jugendämtern belegt wird. Von „systematischer Überbelegung“ sei erstmals in einem Schreiben des Landesjugendamtes an den Träger der Einrichtung aus dem August 2013 die Rede gewesen, und auch hier habe Letzterer die Situation zufriedenstellend erklären können, sodass kein Verdacht seitens der städtischen Behörden entstand. Insgesamt seien neun Kinder aus dem Heim in der Einrichtung der Firma Neustart in Ungarn untergebracht gewesen; ihre Betreuung werde von den betreffenden Jugendämtern durchaus positiv bewertet. Kinder aus Gelsenkirchen waren nicht darunter. Die Abwicklung der Zahlungen zwischen den auswärtigen Jugendämtern und der Firma Neustart erfolgte über den Kinderschutzbund Gelsenkirchen. Eine Absprache zwischen der Gelsenkirchener Jugendamtsleitung, dem Kinderheim St. Josef und der Firma Neustart, wie sie in der ARD-Sendung im April 2015 behauptet wurde, konnte nicht nachgewiesen werden, erscheine aber auf Grund der vorliegenden Indizien „hochwahrscheinlich“.
Weiter stellt der Bericht fest, über das bekannte Maß hinaus „konnten im Rahmen der Ausschussarbeit keine weiteren Verflechtungen aufgefunden werden“ (S. 12). Was das Fehlverhalten des Jugendamtsleiters betrifft, habe dieser bei der Anmeldung im Vorfeld den Inhalt der beabsichtigten Nebentätigkeit verschleiert und auch nicht mitgeteilt, dass er diese Tätigkeit zum Antragszeitpunkt bereits ausübte. Er habe suggeriert, nur konzeptionell an intensivpädagogischen Maßnahmen in Ungarn mitarbeiten zu wollen. Erst als sein Stellvertreter eine gleichlautende Nebentätigkeitsgenehmigung beantragte, stellte die Personalverwaltung weitere Nachforschungen an und fand heraus, dass eine Kollision mit dienstlichen Interessen vorlag, worauf es zu der bekannten Aufforderung kam, die Tätigkeit zu beenden (S. 14). Bezüglich der Beendigung der Beschäftigungsverhältnisse wurde im Ausschuss dargestellt, dass Jugendamtsleiter W. durch den Aufhebungsvertrag nicht besser gestellt worden sei, als es bei einer außerordentlichen Kündigung der Fall gewesen wäre. Der arbeitsgerichtliche Rechtsstreit mit dem ehemaligen stellvertretenden Amtsleiter F. war in zweiter Instanz vor dem Landesarbeitsgericht Hamm anhängig und zum Berichtszeitpunkt noch nicht abgeschlossen (S. 15).
Schließlich wurden in dem Ausschuss auch die Aktivitäten der früheren Jugendamtsleitung im Zusammenhang mit dem ungarischen Reiterhof in Orfű bei Pécs und weitere Aktivitäten des Jugendamtes der Stadt Gelsenkirchen in Ungarn überprüft. Noch geplante Ferienmaßnahmen seien nach Bekanntwerden des Skandals gestoppt worden (S. 21).
Die Stadtverwaltung hat Konsequenzen aus dem Fall gezogen, die in dem Bericht ebenfalls dargestellt werden: Nebentätigkeiten von Mitarbeitern müssen aufwändiger genehmigt werden und Aktivitäten städtischer Stellen werden strenger kontrolliert. Außerdem plant die Stadt Gelsenkirchen eine Ombudsstelle gegen Korruption, bei der Mitarbeiter anonyme Hinweise geben können, wenn ihnen verdächtige Vorgänge auffallen.

## Kritik an der Aufarbeitung
Im Anschluss an die Veröffentlichung des Abschlussberichts warf die Fraktion der Grünen der SPD-Mehrheitsfraktion fehlende Neutralität vor. Sie habe den Bericht und die anschließend vom Rat beschlossene Auflösung des Untersuchungsausschusses im Alleingang durchgesetzt und Kritik aus anderen Parteien nicht beachtet. Die Grünen forderten die vollständige Veröffentlichung aller Stellungnahmen zu dem nach ihrer Ansicht „aussagelosen“ Abschlussbericht, den die Verwaltung erstellt habe. Das 26-seitige Sondervotum der Fraktion Bündnis 90/Die Grünen wurde auf der Homepage der Partei veröffentlicht. Darin wird der Verdacht deutlich weiter gehender Verflechtungen zwischen Akteuren aus der Gelsenkirchener Verwaltung, den örtlichen Organisationen von Kinderschutzbund und AWO und den Kinderheimverantwortlichen erhoben und die „Einzeltätertheorie“ (S. 25) der Ausschussmehrheit in Frage gestellt, die die ehemaligen Jugendamtsleiter als allein verantwortlich hinstelle und nicht zur Kenntnis nehme, dass weitere Mitarbeiter der Stadt und der beteiligten Träger und Verbände von den über viele Jahre gewachsenen und gepflegten ungarischen Aktivitäten und der strukturellen Überbelegung des Heims wussten oder wissen mussten und zum Teil auch profitierten oder daran mitwirkten. Auch die örtliche CDU lehnte die Auflösung des Untersuchungsausschusses ab und warf der SPD-geführten Stadtregierung vor, sie habe „das Thema abräumen wollen, obwohl viele Fragen offen sind.“ In ihrem eigenen Bericht kommen die CDU-Ratsherren zu dem Ergebnis, man sei nicht wirklich schlauer als zuvor.
Ähnlich kritisch – z. T. in noch schärferen Formulierungen – äußerten sich die Vertreter anderer im Stadtrat vertretener Parteien (Die Linke, Pro Deutschland, Wählerinitiative NRW (WIN) und AUF Gelsenkirchen).
Moniert wurde von den Kritikern auch, dass dem Ausschuss interne Informationen aus der Verwaltung nicht oder zu spät zugänglich gemacht wurden und es der Ausschussminderheit nicht wie in Untersuchungsausschüssen normalerweise üblich gestattet wurde, Befragungen von Zeugen und Verwaltungsmitarbeitern auch gegen den Willen der Ausschussmehrheit zu veranlassen. In diesem Zusammenhang forderten die Gelsenkirchener Grünen das Land NRW auf, Instrumente dafür zu schaffen, „dass kommunalen Untersuchungsausschüssen die gleichen Rechte ermöglicht werden wie sie auch für Untersuchungsausschüsse des Landtags und des Bundestags gelten“ (S. 25 des Sondervotums).
Die laut Abschlussbericht des Untersuchungsausschusses überarbeiteten Compliance-Regelungen für die gesamte Stadtverwaltung und die geänderten Abläufe bei Ferienmaßnahmen und Hilfen zur Erziehung bewerten die Grünen aber als „erste Schritte in die richtige Richtung“ (S. 24), während sich die übrigen Kritiker in ihren im Berichtsanhang veröffentlichten Stellungnahmen nicht positiv dazu äußern. Als zufrieden stellend wurde das Ergebnis der Ausschussarbeit von der SPD-Fraktion bewertet, die in dem Untersuchungsausschuss die absolute Mehrheit besaß: „Alles was im Ausschuss im Rahmen der Gemeindeordnung NRW zu leisten war ist diskutiert und bewertet worden.“ Die SPD kritisierte hauptsächlich die Kooperationsunwilligkeit des Kinderheimträgers bei der Aufklärungsarbeit, die den ursprünglich gegebenen Zusicherungen widerspreche, sowie die in der Vergangenheit oft wenig effiziente Handhabung der Heimaufsicht durch den Landschaftsverband Westfalen-Lippe (LWL).

## Weitere Entwicklungen
Der beschuldigte ehemalige stellvertretende Jugendamtsleiter Thomas F. hatte mit der Klage gegen seine Kündigung vor dem Arbeitsgericht in beiden Instanzen Erfolg und wurde von der Stadt weiterbeschäftigt. Der bloße Verdacht einer Verquickung dienstlicher und privater Interessen sei für die Kündigung kein ausreichender Grund gewesen. Er trat seinen Dienst im August 2016 wieder an, allerdings nicht in der Verwaltung, sondern bei einem städtischen Unternehmen.
Im November 2016 wurde die Leitung des Gelsenkirchener Jugendamtes endgültig neu besetzt. Der bisherige kommissarische Leiter, der das Referat Erziehung und Bildung nach Bekanntwerden des Skandals 2015 übernommen und die Leitung seitdem übergangsweise ausgeübt hatte, wurde zum regulären Leiter des Referats ernannt.
Im Januar 2017 wurde bekannt, dass die staatsanwaltschaftlichen Ermittlungen gegen die frühere Leitung der Behörde inzwischen eingestellt wurden. Die vom Untersuchungsausschuss angenommenen Unregelmäßigkeiten blieben damit strafrechtlich ohne Konsequenzen.
Auch im von Gelsenkirchen unabhängigen Parallelfall der Life Jugendhilfe aus Bochum gestaltete sich die politische und juristische Aufarbeitung zäh. Dort hatte im August 2015 der Fall eines weiteren Jugendlichen Aufsehen erregt, der auf Veranlassung des Jugendamtes Bochum von derselben Firma in der Türkei untergebracht und nach eigener Darstellung nicht angemessen betreut worden war. Schon zuvor war bekannt geworden, dass das – auch in die Gelsenkirchener Vorgänge involvierte – Jugendamt Herne ebenfalls Kinder über die Bochumer Firma Life betreuen ließ. Publik geworden war außerdem ein Fall aus dem Rhein-Sieg-Kreis, bei dem ein 13-Jähriger in Kirgisistan untergebracht wurde. Bereits 2003 war in der TAZ der Fall eines von der Firma Life in Chile untergebrachten und angeblich „zur Arbeit gezwungenen“ Jugendlichen thematisiert worden, dessen Unterbringungs- und Betreuungsbedingungen von der chilenischen Jugendbehörde SENAME beanstandet worden waren, was zu diplomatischen Verwicklungen zwischen Chile und Deutschland geführt hatte. Ebenfalls mit dem Life-Skandal verbunden war schließlich der Fall eines 1997 in Kasachstan untergebrachten „Andreas“, über den es am 24. September 2015 zu einer Anhörung des Bochumer SPD-Ratsherrn und Life-Geschäftsführers vor dem Ausschuss für Kinder, Jugend und Familie des Landtags von Nordrhein-Westfalen kommen sollte, zu der dieser jedoch wegen einer Erkrankung nicht erschien und stattdessen eine schriftliche Stellungnahme abgab. Die Bochumer Ratsfraktion der CDU stellte im Februar 2016 Strafanzeige bei der Bochumer Staatsanwaltschaft wegen Betrugs und Vernachlässigung der Fürsorgepflicht gegen die verantwortlichen Jugendhilfebetreiber, nachdem die Stadt Bochum die Zusammenarbeit mit der Firma gestoppt, aber keine juristischen Schritte unternommen hatte. In Dorsten, wo die CDU die Stadtführung stellt, kritisierte die dort in der Opposition befindliche SPD-Fraktion die Darstellung der Verwaltung zum Fall des in der Monitor-Reportage vorgestellten „Paul“. Nach eigener Darstellung von Life wurde dagegen seitens der Firma bei der Aufklärung in vollem Umfang mit der Stadt Dorsten kooperiert, was die Stadt bestätigte, und man habe die Vorwürfe aus dem Fernsehbericht entkräften können. Die Ermittlungen der Essener Staatsanwaltschaft gegen die Leitung des Jugendamtes Dorsten wurden am 23. Februar 2016 eingestellt.